# Нестандартное имя
Нестандартное имя — имя, отличающееся от обычных имён по структуре, смыслу или по другим признакам. Такие имена могут содержать числовые коды, сокращения, чередующие друг друга прописные и строчные буквы, аббревиатуры, необычный подтекст или также иметь нарицательное значение.

## История

### XX век
После Октябрьской революции появилась своеобразная мода на необычные имена, например, Ревдит (революционное дитя), Револьд (революционное дитя или революционное движение) или Ревлит (революционная литература). Некоторые из них прижились. Это такие имена, как Владлен (Владимир Ленин) и Нинель (тот же Ленин, только наоборот).
В 1996 году в Швеции родители дали ребёнку имя Brfxxccxxmnpcccclllmmnprxvclmnckssqlbb11116. До этого мальчика, рождённого в 1991 году, звали вполне распространённым в Швеции именем Альбин. Таким образом родители выразили свой протест против шведского закона об именах. Сами родители утверждали, что это «содержательное, экспрессионистское сочетание букв, какое мы рассматриваем как произведение искусства».

### XXI век
Если не самым, то одним из самых необычных имён в России можно назвать БОЧ рВФ 260602 (Биологический объект человека рода Ворониных-Фроловых, рождённый 26 июня 2002 года). В 2014 году в Перми в семье сатанистов родился мальчик, которому дали имя Люцифер.

## Нестандартные имена в законодательстве России
В 2016 году сенатором Валентиной Петренко был подготовлен законопроект, который запрещает регистрировать имена, состоящие из цифр, аббревиатур и ненормативной лексики. Инициативу поддержал комитет Госдумы по вопросам семьи, женщин и детей. 1 мая 2017 года президент В. В. Путин подписал соответствующий закон.